# Felix Felicis
Felix Felicis ime je napitka iz knjige Harry Potter i Princ miješane krvi koji onome tko ga popije osigurava sreću na neko vrijeme. Ime, kao i mnogi drugi nazivi u romanima o Harryju Potteru, dolazi iz latinskog jezika, a doslovno prevedeno značilo bi "sretan od sretnih".

## Napitak
Napitak je navodno vrlo teško pripraviti i pravilna priprava traje šest mjeseci. Veoma je lako pogriješiti u pripravi, a rezultati tada mogu biti katastrofalni. Napitak izgleda kao rastaljeno zlato, a kad počne vreti velike kaplje napitka počnu "skakati" uvis, ali nijedna ne prelazi rub kotlića.
Najbolje je napitak konzumirati vrlo rijetko i na žličicu. Prekomjerna doza napitka izaziva "nepromišljenost, lakomislenost i opasan višak samopouzdanja" što je objasnio profesor Slughorn, a u prevelikim količinama napitak može postati otrov. Felix Felicis ne smije se uzimati ni prije bilo kakvih natjecanja, odnosno prije izbora, sportskih natjecanja, ispita itd.

## Harry Potter i Princ miješane krvi
U romanu Harry Potter i Princ miješane krvi profesor Čarobnih napitaka, Horace Slughorn, pripravio je napitak i ponudio bočicu koja donosi dvanaest sati sreće pobjedniku natjecanja u pripremanju napitaka tijekom jednog od satova Napitaka. Harry Potter osvaja napitak uz pomoć bilješki u svojem udžbeniku.
Harry se kasnije pretvara da je podvalio napitak Ronu Weasleyju prije metlobojske utakmice kako bi mislio da ima više sreće. Harry koristi četvrt napitka kako bi uvjerio Horacea Slughorna da mu da sjećanje koje je potrebno Harryju i Dumbledoreu. Prije odlaska u potragu za horkruksom s Dumbledoreom, Harry daje ostatak napitka Ginny Weasley, Hermioni Granger i Ronu Weasleyju kako bi imali sreće pri susretu s Dracom Malfoyem. To se pokazalo pametnom odlukom zato što su susreli s nekoliko smrtonoša, a pritom nisu ozbiljno ozlijeđeni.